# 유니텔
유니텔(Unitel)은 1996년부터 2022년까지 운영된 PC통신 서비스이다.
원래는 삼성SDS 계열이었으나, 2000년 (주)유니텔로 독립했다가, 2001년 UDS(주)로 재독립했고, 2003년에 UDS는 다우기술의 계열사로 편입했으며, 2006년 유니텔네트워크(주)로 사명을 변경했다가, 2007년에 다우기술에 합병됐으나, 이후 2022년 6월 30일 자로 유니텔은 역사의 뒤안길로 사라졌다.
유니텔은 폐업했지만, 유니텔연수원만이 남아 지금까지 운영되고 있다.

## 특징
타 PC통신 서비스가 VT모드 서비스를 주력으로 한 것에 비해 유니텔은 서비스 초기부터 유니윈(Uniwin)이라는 이름의 윈도우3.1 환경 기반 전용 GUI 클라이언트 사용이 필수였다. 초기에는 삼성그룹 직원 및 가족들에게 무료 ID를 배포하여 점유율을 높여간 사실을 비판하는 사람들도 있었다. 1996년에는 12,800bps속도의 모뎀을 주로 사용하던 시기여서, 유승준 뮤직비디오 AVI파일 1개 조차 몇 시간을 다운로드 받아야 되어야 하는 시대이었기에 몇백메가짜리 유니텔 접속 프로그램은 무료 설치 CD로 대량 배포되었다. PC통신이 널리 사용되던 시절, 인터넷 3시간 무료 서비스를 장점으로 부각시켜 영업하였다. PC통신 일변도에서 인터넷 웹서핑이 서서히 퍼져가던 1990년대 중후반 PC통신이 서서히 저물어 가던 시기에 국내에서 가장 많은 인터넷 접속자를 가진 PC통신 서비스가 된다. 한국통신, 데이콤 등에 대부분의 사업자들은 인터넷 접속 요금을 PC통신 가입비와는 별도로 받고 있었으나, 유니텔은 1996년 말부터 유니텔 월이용 요금 1만원만 지불하면 인터넷 웹브라우저의 인터넷 연결은 추가로 허락하는 PC통신 업계에서 최저가의 인터넷 서비스를 제공하였기 때문이다. 그 당시는 다국적 IT기업의 인터넷 홈페이지 조차 거의 없어서 PC통신 서비스가 없는 인터넷 접속만으로는 일상적인 네트워킹 생활을 꿈도 꿀 수 없었다. 또 웹서핑 초심자들에게 유니텔에서는 전혀 불필요하였지만, 한국통신, 데이콤 등에서 유용한 원클릭 인터넷 접속 유틸리티 프로그램들 조차 모두 유료 프로그램이었다.